# Taggsallat
Taggsallat (Lactuca serriola) är en växtart i familjen korgblommiga växter.
Taggsallat är en kompassväxt.